# Cicynethus acanthopus
Espèce
Cicynethus acanthopus est une espèce d'araignées aranéomorphes de la famille des Zodariidae.

## Distribution
Cette espèce est endémique de Namibie. Elle se rencontre vers Lüderitz.

## Description
La femelle décrite par Jocqué en 1991 mesure 10,4 mm.

## Publication originale
- Simon, 1910 : Arachnoidea. Araneae (II). Zoologische und anthropologische Ergebnisse einer Forschungsreise im Westlichen und zentralen Südafrika. Denkschriften der Medicinisch-naturwissenschaftlichen Gesellschaft zu Jena, vol. 16, p. 175-218 (texte intégral).